# Pabellón de Arteaga (község)
Pabellón de Arteaga község Mexikó Aguascalientes államának középső részén, a fővárostól, Aguascalientestől északra. Lakossága 2010-ben kb. 41 900 fő volt, ebből 28 600-an éltek a községközpontban, Pabellón de Arteagában, a többi 13 200 ember 185 kisebb településen lakott.

## Fekvése
Területének nagy része kb. 1900 méteres tengerszint feletti magasságban elterülő síkság, de nyugati harmadában és keleti csücskeiben már a Nyugati-Sierra Madre hegyvidék nyúlványai kezdődnek. A síkvidék teljes mértékben mezőgazdasági felhasználás alatt van, a hegyekben erdős és cserjés területek váltakoznak. A területen állandó vízfolyások nincsenek, időszakos vizei a Chiquihuite, a San Pedro, a Pabellón, az El Garabato és az Ojo Zarco.

## Népesség
A község lakóinak száma a közelmúltban folyamatosan növekedett, a változásokat szemlélteti az alábbi táblázat:
| Év   | Lakosság |
| ---- | -------- |
| 1990 | 26 051   |
| 1995 | 31 650   |
| 2000 | 34 296   |
| 2005 | 38 912   |
| 2010 | 41 862   |

## Települései
A községben 2010-ben 186 lakott helyet tartottak nyilván, de nagy részük igen kicsi: 111 településen 10-nél is kevesebben éltek. A jelentősebb helységek:
| Település                                    | Lakosság (2010) |
| -------------------------------------------- | --------------- |
| Pabellón de Arteaga (községközpont)          | 28 633          |
| Emiliano Zapata                              | 2995            |
| Las Ánimas                                   | 1794            |
| Fraccionamiento Santa Isabel                 | 1065            |
| Santiago                                     | 1020            |
| San Luis de Letras                           | 1018            |
| Colonia Ojo Zarco                            | 607             |
| Ejido Ojo Zarco (La Loma)                    | 487             |
| El Garabato                                  | 464             |
| Colonia Nueva                                | 371             |
| Ejido el Mezquite (Ojo de Agua del Mezquite) | 327             |
| Fraccionamiento Campestre San Carlos         | 250             |